# Nocticola australiensis
Nocticola australiensis är en kackerlacksart som beskrevs av Roth, L. M. 1988. Nocticola australiensis ingår i släktet Nocticola och familjen Nocticolidae. Inga underarter finns listade i Catalogue of Life.